# Хакимов, Рафаиль Сибгатович
Рафаи́ль (Рафаэ́ль) Сибга́тович Хаки́мов (тат. Рафаэль Сибгат улы Хәкимов; род. 12 февраля 1947, Казань, Татарская АССР, СССР) — советский и российский политический деятель, философ и историк. Кандидат философских наук, доктор исторических наук, доцент. Вице-президент и академик Академии наук Республики Татарстан, директор Института истории имени Ш. Марджани (1996—2020). Депутат Государственного Совета Республики Татарстан четвёртого созыва.

## Биография
Родился 12 февраля 1947 года в Казани. Отец — поэт С. Т. Хакимов.
В 1971 году окончил физический факультет Казанского государственного университета.
В 1971—1973 годы — старший инженер проектного бюро Таттрансуправления.
В 1973—1981 годы — ассистент, заместитель заведующего кафедрой Казанского государственного университета.
В 1981—1989 годы — заведующий кафедрой философии, проректор по научной работе Казанского института культуры.
В 1985 году защитил диссертацию на соискание учёной степени кандидата философских наук по теме «Методологические проблемы исследования сущности и социальной роли управленческих отношений» (специальность 09.00.01 — диалектический и исторический материализм).
В 1989—1991 годы — заместитель заведующего идеологическим отделом областного комитета КПСС, заместитель председателя идеологической комиссии республиканского комитета КПСС.
С 1991 года по март 2008 года — государственный советник при Президенте Республики Татарстан по политическим вопросам.
В 1996—2020 годах — директор Института истории имени Ш. Марджани АН РТ. На момент начала руководства Институтом истории имени Марджани Хакимов не имел исторического образования, и только спустя 13 лет защитил докторскую диссертацию. Он сам в интервью называет себя физиком, а не историком.
В 2009 году в Казанском государственном университете защитил диссертацию на соискание учёной степени доктора исторических наук по теме «Развитие российского федерализма в условиях социально-политической трансформации конца ХХ — начала XXI вв. (историко-политологический анализ)» (специальность 23.00.01 — теория политики, история и методология политической науки (исторические науки)); официальные оппоненты — доктор исторических наук, профессор
А. В. Малашенко, доктор исторических наук, профессор В. В. Наумкин и доктор политических наук Н. М. Мириханов; ведущая организация — Российская академия государственной службы при Президенте Российской Федерации.
С 2011 года — академик и вице-президент Академии наук Республики Татарстан, депутат Государственного совета Республики Татарстан четвертого созыва.
В июне 2020 года покинул пост директора Института истории им. Ш. Марджани и перешел на должность научного руководителя института.
Директор научных программ Казанского центра федерализма и публичной политики (КЦФПП)
Руководитель отделения Всероссийского общества охраны памятников истории и культуры в Республике Татарстан.
Член Экспертного совета Комитета по защите прав человека в Республике Татарстан.
Вице-президент Татарстанского ПЕН-центра.
Был шеф-редактором журнала «Панорама-Форум», преобразованного в журнал «Казанский федералист», где стал главным редактором.
Женат, имеет дочь и сына. Дочь Камила погибла в автокатастрофе.

## Политическая деятельность
Являлся членом делегации Татарстана при выработке и принятию Федеративного договора между Республикой Татарстан и Российской Федерацией «О взаимном делегировании предметов ведения и полномочий между органами государственной власти Российской Федерации и органами государственной власти Республики Татарстан».
Член Конституционного совещания Российской Федерации по разработке проекта Конституции Российской Федерации. Член Государственной комиссии по урегулированию конфликта в Чечне.
Московские этнографы В. А. Шнирельман и В. Р. Филиппов называют Хакимова «одним из идеологов татарского национализма» и «одним из авторов татарской националистической доктрины, идеологом татарского сепаратизма» соответственно. Овчинников называет Хакимова «идеологом Казанского Кремля».
Также Ачкасов считает, что в результате деятельности таких учёных как Хакимов возникла проблема обеспечения единства исторического мифа на пространствах России, «поскольку во многих автономных республиках политика памяти находится в кричащем противоречии с задачей формирования общероссийской идентичности».

## Критика
Хакимов критикуется за биологизацию этноса и использование ненаучных теорий Л. В. Гумилёва. В брошюре «Сумерки империи» (1993) Хакимов вслед за Гумилёвым утверждает, что «этнос несет в себе биологическую энергию и подчиняется иным законам, нежели социальные процессы». Там же он утверждает, что «этнический признак — не благое пожелание и, тем более, не злокозненный умысел каких-то „сепаратистов“, он дается по рождению».
Казанский историк А. В. Овчинников отмечает, что Хакимов, ссылаясь на
К. Юнга, видит в этничности «физиологическое побуждение, инстинкт, проявляющийся через символические образы (архетипы)», а также что он «признаёт государство естественным этапом на пути этнического развития». Овчинников считает подобные построения попытками «идеологически обосновать необходимость и „естественность“ существования авторитарного режима в условиях глобализации и повсеместного распространения демократии».
Овчинников также утверждает, что Хакимов пишет «пространные рассуждения <…> на историософские темы», начиная ими сборники некоторых статей, выпускаемых Институтом истории имени Марджани.

## Награды
- Медаль «В память 1000-летия Казани» (2005 год)[18].
- Медаль ордена «За заслуги перед Республикой Татарстан» (2016 год) — за многолетнюю плодотворную научную деятельность, особый вклад в развитие и популяризацию истории татарского народа[19].
- Медаль «100 лет образования Татарской Автономной Советской Социалистической Республики» (2021 год) — за существенный вклад в укрепление социально-экономического потенциала Республики Татарстан и многолетний плодотворный труд[20].
- Золотая медаль Академии наук Республики Татарстан «За достижения в науке» (2016 год)[21].
- Государственная премия Республики Татарстан в области науки и техники (2008 год) — за цикл работ по обоснованию времени возникновения города Казани, этапов становления и развития его историко-культурного наследия[22].
- Почётное звание «Заслуженный деятель науки Республики Татарстан[тат.]» (199 год)[23].

## Научные труды

### Монографии
- Хакимов Р. С. Сущность и социальная роль управленческих отношений. — Казань: Изд-во КГУ, 1986. — 192 с.
- Хакимов Р. С. Сумерки империи (К вопросу о нации и государстве). — Казань: Татарское книжное издательство, 1993. — 87 с.
- Хакимов Р. С. Проблемы асимметричности федеративных отношений (на примере взаимоотношений Республики Татарстан и Российской Федерации). — Федерализм — глобальные и российские измерения. Казань. 1993.
- Хакимов Р. С. Татарстан. Политическая жизнь. — Татары и Татарстан. Справочник. Казань. Татарское книжное издательство. 1993.
- Хакимов Р. С. Год упущенных возможностей. Центр гуманитарных проектов и исследований. Казань, 1994.
- Хакимов Р. С. История татар и Татарстана: методологические и теоретические проблемы. — Казань: Институт истории АН РТ, 1999. — 44 с.
- Хакимов Р. С. Где наша Мекка? (Манифест евроислама). Казань, 2003.
- Хакимов Р. С. Глава I. Федерализм: обзор основных понятий. // Федерализм в России и в мире. Учебное пособие. Под ред. Р. С. Хакимова, Б. Л. Железнова. — Казань, 2004.
- Хакимов Р. С. Перспективы федерализма в России. // «Федерализм: российское и международное измерения (опыт сравнительного анализа)». Под ред. Р. С. Хакимова. — Казань: Казанский институт федерализма, 2004. — С.4-22.
- Хакимов Р. С. Метаморфозы духа (к вопросу о тюрко-татарской цивилизации). — Казань: «Идель-Пресс», 2005. — 304 с.
- Хакимов Р. С. Перестройка и новейшая история Татарстана: взгляд через 20 лет // Политико-правовые ресурсы федерализма в России. / Под ред. Рафаэля Хакимова. — Казань: Казанский институт федерализма, 2006. — С.107-115.
- Хакимов Р. С. Тернистый путь к свободе. — Казань: Татарское книжное издательство, 2007. — 368 с.
- Хакимов Р. С. Российский федерализм в условиях социально-политической трансформации. — Казань: Институт истории АН РТ, 2009. — 216 с.
- Хакимов Р. С. Джадидизм (реформированный ислам). — Казань: Институт истории АН РТ, 2010. — 208 с. ISBN 978-5-94981-153-5
- Хакимов Р. С. Историческая этнология: парадигма и инструментарий. — Казань: Институт истории АН РТ, 2012. — 440 с. ISBN 978-5-94981-159-7
- Хакимов Р. С. Татарстан: идеология будущего. — Казань: Институт истории АН РТ, 2014. — 424 с. ISBN 978-5-94981-178-8
- Хакимов Р. С. Татарстан: идеология регионального развития. Монография. — Казань: КЦФПП; Изд-во «ЯЗ», 2014. — 220 с. ISBN 978-5-98688-042-6

## Публицистика
- Хакимов Р. С. «Евроислам» в межцивилизационных отношениях // Независимая газета. 1998. С. 26.
- Хакимов Р. С. Кто ты, татарин? // «Восточный экспресс» N 17-18, 26 апреля — 2 мая 2002.
- Борьба нового и старого в Исламе (Противостояние религиозных реформ и традиций) // Минарет. 2004. № З. С. 54. (дискуссия с В. М. Якуповым)